# Duque de Caxias (Santa Maria)
Duque de Caxias est un quartier de la ville brésilienne de Santa Maria, Rio Grande do Sul. Le quartier est situé dans district de Sede.

## Vilas
Le quartier possède nombre de vilas, dont les plus connues sont Duque de Caxias, Parque Residencial Duque de Caxias, Vila Lameira, Vila Moreira et Vila Plátano.

## Localisation

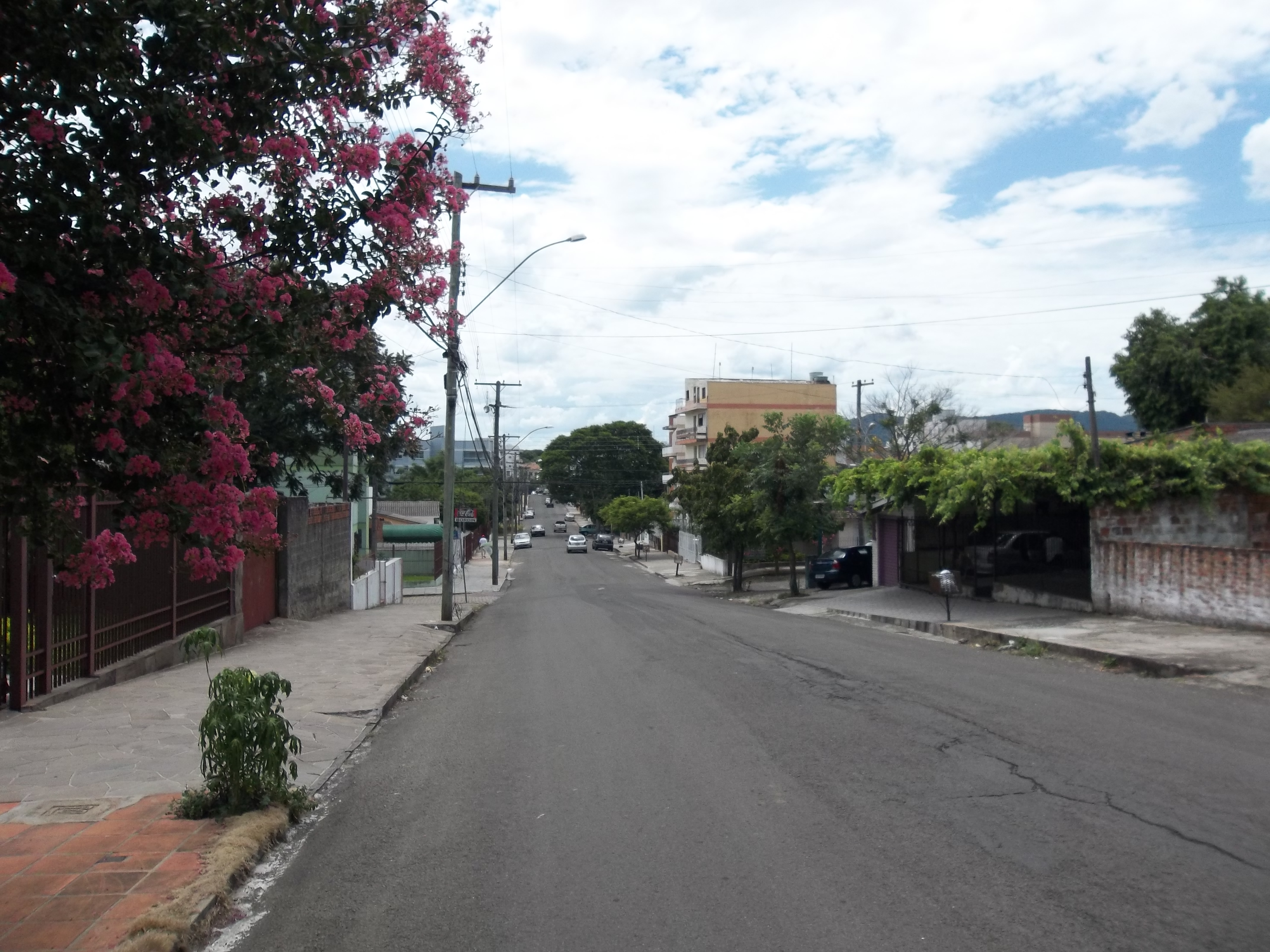
Rue Carlos Gomes.